# Красная площадь (книжный фестиваль)
Книжный фестиваль «Красная площадь» — ежегодный российский книжный фестиваль, проводимый в Москве. Приурочен ко дню рождения А. С. Пушкина и Дню русского языка.
Организован Федеральным агентством по печати и массовым коммуникациям. В разные годы партнёрами агентства выступали Российский книжный союз, Министерство культуры Российской Федерации и Правительство Москвы.
Идея проведения фестиваля принадлежит руководителю Федерального агентства по печати и массовым коммуникациям Михаилу Сеславинскому. Председатель оргкомитета по подготовке и проведению книжного фестиваля «Красная площадь» — советник Президента России по культуре Владимир Толстой. Заместитель председателя оргкомитета Владимир Григорьев.
Впервые книжный фестиваль на Красной площади под рабочим названием «Книги России» прошёл с 25 по 28 июня 2015 года и стал кульминационным событием Года литературы. Фестиваль «Книги России» стал первым модным и масштабным книжным событием для всех, кто интересуется книгой и литературой. По завершении этого успешного проекта было принято решение сохранить книжный фестиваль на главной площади страны под названием «Красная площадь» и сделать его ежегодным. Даты фестиваля соответствующим поручением назначает Президент Российской Федерации Владимир Путин. В 2016 и 2017 годах фестиваль проводился с 3 по 6 июня.
Фестиваль структурирован на площадки — тематические сектора, которые делят пространство площади — от Исторического музея до храма Василия Блаженного. Помимо традиционных площадок в 2015 и 2016 годах: «Главная сцена», «Художественная литература», «Детская и учебная литература», «Нон-фикшн», «Регионы России», «Электронная книга/Книгабайт», «Москва — литературный мегаполис» — в 2017 году появились и новые. Прямо напротив Исторического музея была расположена площадка «Отечественная история» — выставочный проект, посвященный столетию русской революции. А на первой линии ГУМа были расположены площадки «Музейная линия» и «Антикварная и букинистическая книга», в Демонстрационном зале на третьем этаже — «Литературная гостиная».
- 2017 год
- 2017 год
- Константин Могилевский, Владимир Григорьев, Сергей Нарышкин и Михаил Сеславинский в 2018 году
- Павильон библиотек Москвы в 2022 году.
- Павильон библиотек Москвы в 2025 году.
- Сцена лекторов от библиотек в 2025 году.

В 2017 году на фестивале свои издания представили российские музеи: Государственный Русский музей, Государственная Третьяковская галерея, Государственный историко-культурный музей-заповедник «Московский Кремль», Музей современного искусства «Гараж» и многие другие.
На «Главной сцене» выступают поэты и писатели, музыканты и актёры. В разные годы перед зрителями фестиваля на «Главной сцене» выступали актёры Большого театра, МХТ имени А. П. Чехова, театра «Современник», «Геликон-оперы», Центра им. Вс. Мейерхольда, РАМТа и других.
На площадке «Регионы России» издательства представляют читателям книги из отдалённых районов страны.
Участниками фестиваля на разных площадках традиционно являются российские авторы: Евгений Водолазкин, Татьяна Устинова, Захар Прилепин, Екатерина Вильмонт, Дарья Донцова, Эдвард Радзинский, Иван Охлобыстин, Сергей Лукьяненко, Михаил Яснов, Анастасия Орлова, Герман Садулаев, Денис Драгунский, Пётр Алешковский, Андрей Дементьев и многие другие.
На фестивале 2017 года прошла презентация издания — «Антология современной поэзии народов России», предисловие к которой написал Президент Российской Федерации Владимир Путин. В 2017 году прошла презентация мемуаров вдовы первого Президента России Наины Ельциной «Личная жизнь» с участием автора.
6 июня на фестивале 2016 и 2017 годов был полностью посвящён дню рождения Александра Сергеевича Пушкина и Дню русского языка. На фестивале в этот день проходят презентации современных книг о творчестве и судьбе поэта, спектакли по его произведениям, лекции, перформансы.
Вход на «Красную площадь» во время фестиваля — свободный для всех, без билетов. За 4 дня фестиваль ежегодно посещают около 200 тысяч человек.
В 2025 году фестиваль проходил с 4 по 7 июня.